# Filme perdido

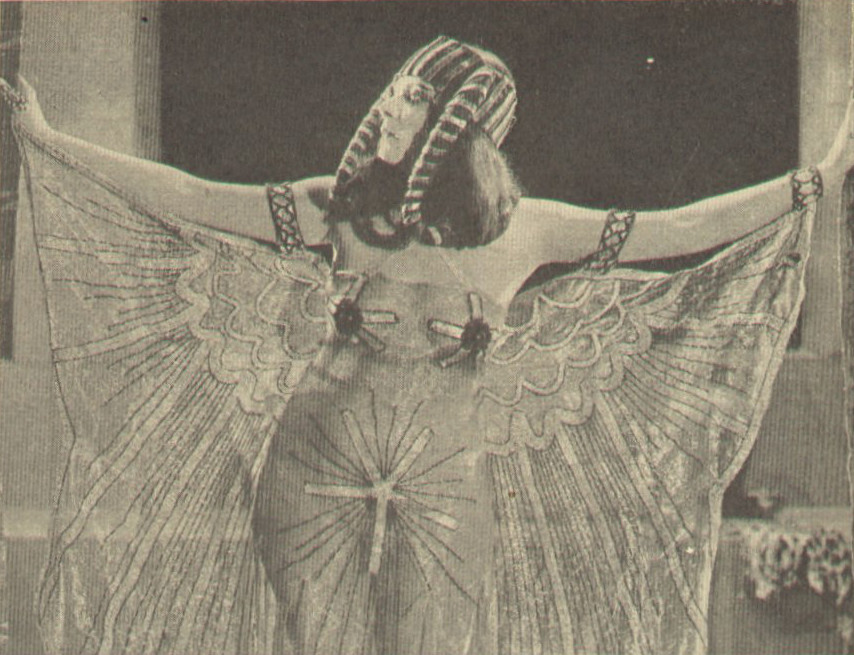
Theda Bara em Cleópatra (1917). Quatrocentos alambiques, vinte segundos do filme em si, e a introdução são conhecidos por terem sobrevivido. Existe um pequeno loop do filme.

Um filme perdido é um filme de longa-metragem ou curta-metragem que não existe mais a nível mundial em arquivos de estúdios, coleções particulares ou arquivos públicos como a Biblioteca do Congresso dos Estados Unidos ou a Biblioteca Nacional do Brasil, onde pelo menos uma cópia de todos os filmes é catalogada e depositada por motivos de direitos autorais.

## Stills
Muitos estúdios de cinema contrataram um fotógrafo para tirar fotos durante a produção para uso publicitário potencial. Alguns são produzidos em quantidade para uso nos cinemas, outros em menor número para distribuição a jornais e revistas, e subsequentemente preservaram imagens de filmes perdidos. Em alguns casos, como em London After Midnight e Acabaram-se os Otários, a cobertura sobrevivente é tão extensa que um filme perdido inteiro pode ser reconstruído cena por cena a partir de fotografias estáticas. Stills têm sido usados para representar imagens perdidas ao fazer novas impressões de preservação de filmes parcialmente perdidos: por exemplo, com a foto de Gloria Swanson Sadie Thompson.

## Razões para a perda do filme

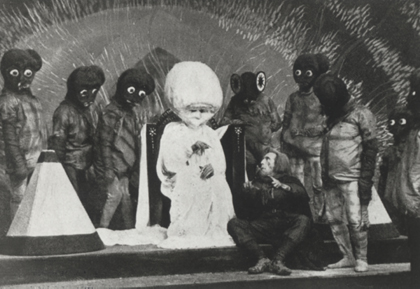
The First Men in the Moon (1919), um filme britânico perdido, supostamente "o primeiro filme a ser inteiramente baseado em um famoso romance de ficção científica"

A maioria dos filmes perdidos tem origem no cinema mudo e no início da era talkie, de cerca de 1894 a 1930. A Fundação de Cinema de Martin Scorsese estima que mais de 90% dos filmes americanos produzidos antes de 1929 estão perdidos, e a Biblioteca do Congresso dos Estados Unidos estima que 75% de todos os filmes mudos são perdidos para sempre.
A maior causa de perda de filme mudo é a destruição intencional. Antes das eras do cinema em casa, da televisão e do home video, os filmes eram considerados de pouco valor futuro quando suas exibições teatrais terminavam. Da mesma forma, os filmes mudos foram percebidos como inúteis após o fim da era do mudo. O preservacionista de filmes Robert A. Harris disse: "Não se pensava em salvar esses filmes. Os estúdios simplesmente precisavam de espaço os materiais eram caros para abrigar". Os estúdios poderiam ganhar dinheiro reciclando filme para seu conteúdo de prata. Muitos negativos bicolores Technicolor das décadas de 1920 e 1930 foram descartados quando os estúdios simplesmente se recusaram a recuperar seus filmes, ainda sendo mantidos pela Technicolor em seus arquivos. Algumas impressões usadas foram vendidas para sucateiros e, finalmente, editadas em segmentos curtos para uso com pequenos projetores de filme de 35 mm feitos à mão, que eram vendidos como um brinquedo para mostrar breves trechos de filmes de Hollywood em casa.
Muitos outros filmes antigos são perdidos porque o filme de nitrato empregado para quase todos os negativos e impressões de 35 mm criados antes de 1952 é altamente inflamável, a menos que cuidadosamente condicionado e manuseado. Quando em condições muito deterioradas e armazenadas inadequadamente (como em um galpão cozido ao sol), a película de nitrato pode entrar em combustão espontaneamente. Incêndios destruíram arquivos inteiros de filmes, como o incêndio do cofre de armazenamento de 1937 que destruiu todos os negativos originais de filmes anteriores a 1935 feitos pela Fox Pictures e o incêndio do cofre da MGM de 1965 que destruiu centenas de filmes mudos e falas iniciais, incluindo London After Midnight, agora considerado um dos maiores de todos os filmes perdidos. A Eastman Kodak introduziu um estoque de filmes não inflamáveis de 35 mm em 1909; No entanto, os plastificantes empregados para aumentar a flexibilidade do filme evaporaram muito rapidamente, tornando o filme seco e quebradiço e fazendo com que as emendas se separassem e as perfurações rasgassem. Em 1911, os grandes estúdios de cinema americanos voltaram ao estoque de nitrato.  A "película de segurança" foi relegada para formatos sub-35 mm, como 16 mm e 8 mm, até que melhorias foram feitas no final da década de 1940.